# Teodor Sąsała
Teodor Sąsała SVD (ur. 7 listopada 1888 w Szczepanowicach, zm. 16 kwietnia 1940 w KL Sachsenhausen) – polski duchowny katolicki, werbista, Sługa Boży Kościoła katolickiego.

## Życiorys
11 listopada 1888 został ochrzczony. Gdy miał 16 lat, zaczął uczęszczać do gimnazjum w Nysie. Kontynuował naukę, wstępując w 1910 do nowicjatu w międzynarodowym Seminarium Misyjnym St. Gabriel pod Wiedniem. Tam też złożył pierwsze śluby zakonne (9 września 1911), a 3 września 1914 śluby wieczyste i otrzymał święcenia kapłańskie. W czasie I wojny światowej został wcielony do armii niemieckiej i był kapelanem we Francji. Po zakończeniu wojny prowadził działalność apostolską wśród Polonii niemieckiej. Po powrocie na Śląsk rozpoczął pracę jako nauczyciel i wychowawca, a następnie rektor Domu misyjnego w Rybniku. W 1926 podjął dalsze studia. Ukończywszy w 1929 filologię romańską rozpoczął pracę jako nauczyciel w gimnazjum misyjnym w Górnej Grupie.
Po wybuchu II wojny światowej, Niemcy 28 października 1939 internowali wszystkich duchownych przebywających w Domu św. Józefa i utworzyli w nim obóz tymczasowy.
Eksterminacja duchowieństwa rozpoczęła się już 18 listopada 1939 rozstrzelaniem w pobliskim lesie dwudziestu księży i kleryków.
5 lutego 1940 o. Teodor Sąsała został przewieziony do niemieckiego obozu przejściowego Zivilgefangenenlager Neufahrwasser i dalej 9 lutego do obozu koncentracyjnego Stutthof (KL) (zarejestrowany jako numer 9132), a po dwóch miesiącach przeniesiono go obozu koncentracyjnego w Sachsenhausen (KL).
Zmarł z wycieńczenia, jako pierwszy z grupy więzionych werbistów po pięciu dniach pobytu w obozie.

## Proces beatyfikacyjny
Jest jednym z 122 Sług Bożych wobec których 17 września 2003 rozpoczął się drugi proces beatyfikacyjny drugiej grupy polskich męczenników z okresu II wojny światowej. 23 kwietnia 2008 zamknięto w Misyjnym Seminarium Duchownym Księży Werbistów w Pieniężnie proces rogatoryjny (diecezjalny etap procesu beatyfikacyjnego).